# Молоненков, Константин Иосифович
Константин Иосифович Молоненков (1923—1995) — советский офицер-артиллерист в годы Великой Отечественной войны и военачальник, Герой Советского Союза (31.05.1945). Генерал-майор (1971).

## Биография
Константин Молоненков родился 1 июня 1923 года в деревне Лисиченки (ныне — Гагаринский район Смоленской области). В 1941 году он окончил среднюю школу в селе Туманово.
Сразу после начала Великой Отечественной войны в июле того же года Константин Молоненков был призван на службу в Рабоче-крестьянскую Красную Армию. Служил курсантом особого дивизиона Подольского артиллерийского училища, с январе 1942 года служил командиром орудия в 7-м запасном артиллерийском полку. В марте 1943 года окончил курсы младших лейтенантов Западного фронта.
С апреля того же года — в действующей армии. Был направлен в 486-й пушечный артиллерийский полк, в котором прошёл через всю войну. Воевал на Западном, Брянском, Белорусском и 1-м Белорусском фронтах, будучи командиром огневого взвода, начальником разведки артиллерийского дивизиона и командиром артиллерийской батареи. Первым серьёзным сражением, в котором участвовал молодой офицер, была Орловская наступательная операция, затем участвовал в Брянской, Черниговско-Припятской, Гомельско-Речицкой, Калинковичско-Мозырской, Белорусской, Висло-Одерской наступательных операциях. Член ВКП(б) с 1944 года.
В марте 1945 года командир батареи 152-мм гаубиц-пушек 486-го пушечного артиллерийского полка 10-й пушечной артиллерийской бригады 6-й артиллерийской дивизии прорыва 4-го артиллерийского корпуса прорыва 61-й армии 1-го Белорусского фронта старший лейтенант Константин Молоненков особенно отличился в Восточно-Померанской наступательной операции. Его батарея была придана на усиление штурмовых групп 1069-го стрелкового полка 311-й стрелковой дивизии, которым предстояло вести бои за большое количество населённых пунктов с мощными каменными постройками, превращёнными в укреплённые узлы сопротивления. При этом  ввиду тяжелого веса орудий (7 тонн) передвигать их на поле боя вручную было невозможно, штатные тягачи на базе тракторов ЧТЗ-65 совершенно не имели защитного бронирования, а предстояло действовать огнём прямой наводкой, то есть под стрелково-пулемётным огнём врага. В этой ситуации Молоненков предложил установить импровизированную защиту на кабины тягачей из броневых листов, снятых с подбитых немецких бронетранспортёров. Кроме того, на поле боя тягачи должны были не буксировать орудия, а толкать их стволами вперёд, в готовности для немедленного открытия огня. В результате этого решения командира батареи был обеспечен успех. Артиллеристы вели огонь по окнам и амбразурам, из которых отстреливались обороняющиеся. Так, в бою 16 марта за деревню Хёкендорф в 7 километрах к юго-востоку от Штеттина (Польша) батарея Молоненкова огнём с 300 метров разрушила церковь, в которой были оборудованы несколько пулемётных точек, огнём прижавших к земле наступавшую советскую пехоту. С церковью были уничтожены 2 наблюдательных пункта и 3 пулемётные точки, позднее из-под руин извлечены трупы 25 немецких солдат. Когда по атакующим советским танкам открыло внезапный огонь тщательно замаскированное немецкое орудие и первыми же выстрелами подбило 2 советских танка, Молоненков с расчётом одного из орудий под шквальным обстрелом выдвинулся вперёд и двумя точными выстрелами уничтожил орудие вместе с его расчётом. Однако на подмогу вражеской пехоте прибыл немецкий бронепоезд, сильным огнём отбивший очередную атаку советских воинов. И вновь Молоненков вывел всю батарею на прямую наводку, навязав команде бронепоезда огневую дуэль и заставив его прекратить огонь по пехоте. В ходе боя добился двух прямых попаданий в бронепоезд, заставив его прекратить огонь и поспешно отойти. Пехотинцы вновь ворвались в Хёкендорф, во время дальнейшего боя батарея Молоненкова разрушила ещё один крупный каменный дом, из которого вели огонь сразу 2 противотанковых орудия. Вместе с ними погибли ещё до 20 немецких солдат.
Но сражение на этом не окончилось. 19 марта противник перешёл в контратаку и вновь ворвался в деревню. И вновь в бою орудие под командой Молоненкова прямой наводкой уничтожило здание, из которого простреливались все прилегающие улицы, похоронив под его обломками 2 пулемёта и до 20 солдат. Противник был окончательно выбит из села.
Указом Президиума Верховного Совета СССР от 31 мая 1945 года за «образцовое выполнение боевых заданий командования на фронте борьбы с немецкими захватчиками и проявленные при этом отвагу и геройство» старшему лейтенанту Константину Иосифовичу Молоненкову присвоено звание Героя Советского Союза с вручением ордена Ленина и медали «Золотая Звезда» за номером 7821.
После представления к званию Героя за эти подвиги успел отличиться и в боях Берлинской наступательной операции.
После окончания войны К. И. Молоненков продолжил службу в Советской Армии. С октября 1945 года командовал батареей в тяжёлой гаубичной артиллерийской бригаде. В 1948 году он окончил Объединённые курсы усовершенствования артиллерийского состава, в 1956 году — Военную артиллерийскую командную академию. С 1956 года служил командиром дивизиона в пушечной артиллерийской бригаде.
В июле 1960 года, как и многие офицеры-артиллеристы, был переведён в только что созданные Ракетные войска стратегического назначения СССР и назначен на должность заместителя командира ракетного полка в городе Тейково Ивановской области. Затем служил в Главном штабе РВСН: офицер 2-го отдела, с марта 1961 — старший офицер 3-го отдела, с апреля 1965 — старший офицер 2-го направления, с октября 1965 — заместитель начальника 2-го направления, с августа 1969 — начальник 2-го направления оперативного управления, с мая 1975 — заместитель начальника оперативного управления Главного штаба РВСН.
В июне 1984 года генерал-майор К. И. Молоненков был уволен в запас. Проживал в городе Одинцово Московской области. Умер 9 сентября 1995 года, похоронен на Лайковском кладбище.

## Награды
- Герой Советского Союза (31.05.1945)
- Орден Ленина (31.05.1945)
- Орден Красного Знамени (1968)
- Два ордена Отечественной войны 1-й степени (11.01.1945, 11.03.1985)
- Орден Отечественной войны 2-й степени (19.08.1944)
- Два ордена Красной Звезды (18.09.1943, 30.12.1956)
- Орден «За службу Родине в Вооружённых Силах СССР» 3-й степени (30.04.1975)
- Многочисленные медали СССР, в том числе медаль «За боевые заслуги» (13.06.1952), медаль «За освобождение Варшавы», медаль «За взятие Берлина»[2]
- Лауреат Государственной премии СССР 1981 года (за участие в создании подвижного грунтового ракетного комплекса «Пионер»)[4]
- Награды иностранных государств

## Память
- В честь К. И. Молоненкова названа школа Тумановская средняя общеобразовательная школа на его родине[5].
- Мемориальная доска установлена в городе Тейково в Ивановской области, где он служил[2].